# Hilara alpicola
Hilara alpicola är en tvåvingeart som beskrevs av Chvala 2001. Hilara alpicola ingår i släktet Hilara och familjen dansflugor.
Artens utbredningsområde är Österrike. Inga underarter finns listade i Catalogue of Life.